# China-Airlines-Flug 2265
China-Airlines-Flug 2265 (Flugnummer IATA: CI2265, ICAO: CAL2265, Funkrufzeichen: DYNASTY 2265) war ein innertaiwanischer Linienflug der China Airlines vom  Flughafen Taipeh-Songshan zum Flughafen Magong auf den Penghu-Inseln. Am 16. Februar 1986 wurde der Flug mit einer Boeing 737-281 durchgeführt. Im Endanflug auf den Zielflughafen verschwand die Maschine von den Radarschirmen. Das Wrack wurde erst drei Wochen später, am 10. März 1986 auf dem Meeresboden entdeckt. Alle 13 Insassen waren ums Leben gekommen.

## Flugzeug
Das betroffene Flugzeug war eine im Jahr 1969 auf dem Boeing Field, Washington gebaute Boeing 737-281 mit der Werknummer 20226 und der Modellseriennummer 168. Der Erstflug der Maschine war am 12. Mai 1969 durchgeführt worden, am 22. Mai wurde sie mit dem Luftfahrzeugkennzeichen JA8401 an die All Nippon Airways ausgeliefert. Am 14. April 1976 wurde sie an Boeing zurückgegeben, wobei sie in diesem Zuge das Kennzeichen N1451Z erhielt. Zwei Tage später nahm die Maschine mit dem Luftfahrzeugkennzeichen B-1870 den Betrieb bei China Airlines auf. Das zweistrahlige Mittelstreckenflugzeug war mit zwei Mantelstromtriebwerken des Typs Pratt & Whitney JT8D-9A ausgerüstet.

## Insassen
An Bord der Maschine befanden sich eine siebenköpfige Besatzung und sechs Passagiere. Es handelte sich um einen von zahlreichen zusätzlichen Linienflügen, die aufgrund des gestiegenen Passagieraufkommens anlässlich des Chinesischen Neujahrsfests durchgeführt wurden. Flugkapitän war Yang Mingquan, Zhu Qiyuan war der Erste Offizier. Die übrige Besatzung bestand aus zwei Flugsicherheitsbegleitern und drei Flugbegleitern. Bei den Passagieren handelte es sich um fünf Soldaten der Streitkräfte der Republik China und den Chefinspektor der Polizeibehörde des Landkreises Penghu.

## Unfallhergang
Die Maschine startete um 18:09 Uhr zu dem Inlandslinienflug nach Magong. Der Anflug wurde in der Dunkelheit durchgeführt. Während des ersten Landeversuchs platzte ein Reifen des Bugfahrwerks. Die Piloten verspürten daraufhin ein Vibrieren in der Steuersäule und führten daraufhin einen Fehlanflug durch. Während des Fliegens der Platzrunde verschwand die Maschine gegen 18:50 Uhr zunächst von den Radarschirmen und blieb unauffindbar.
Am 10. März 1986 wurde das Wrack der Maschine in einer Tiefe von 190 Fuß (ca. 58 Meter) im Meer gefunden. Die Absturzstelle befand sich bei der Nordinsel (Mudou Yu), 12 Meilen (ca. 19 Kilometer) nördlich von Magong.

## Ursache
Die Bugfahrwerkklappe wurde in der Nähe der Landebahnschwelle gefunden, so dass vermutet wurde, dass das Fahrwerk aufgrund einer außerordentlich harten Landung infolge einer exzessiven Sinkrate versagt hatte.